# Łyżwiarstwo szybkie na Zimowej Uniwersjadzie 2013
Łyżwiarstwo szybkie na Zimowej Uniwersjadzie 2013 odbyło się w dniach 13–19 grudnia w Stadio del Ghiaccio w Baselga di Piné.
Łyżwiarstwo szybkie odbyło się po raz dwudziesty piąty na Uniwersjadzie.
Do zdobycia było 12 złotych medali.

## Zestawienie medalistów

### Kobiety
| Data            | Godzina     | Konkurencja    | Złoto             | Srebro            | Brąz                  |
| --------------- | ----------- | -------------- | ----------------- | ----------------- | --------------------- |
| 15 grudnia 2013 | 12:00 UTC+1 | 500 m          | Kim Hyun-yung     | Park Seung-ju     | Ahn Jee-min           |
| 18 grudnia 2013 | 12:00 UTC+1 | 1000 m         | Miho Takagi       | Kim Hyun-yung     | Angelina Golikowa     |
| 13 grudnia 2013 | 12:00 UTC+1 | 1500 m         | Kim Bo-reum       | Natalia Czerwonka | Jewgienija Dimitrjewa |
| 14 grudnia 2013 | 13:30 UTC+1 | 3000 m         | Martina Sáblíková | Kim Bo-reum       | Park Do-young         |
| 17 grudnia 2013 | 14:30 UTC+1 | 5000 m         | Martina Sáblíková | Kim Bo-reum       | Park Do-young         |
| 19 grudnia 2013 | 13:00 UTC+1 | Bieg drużynowy | Korea Południowa  | Japonia           | Włochy                |

### Mężczyźni
| Data            | Godzina     | Konkurencja    | Złoto            | Srebro             | Brąz               |
| --------------- | ----------- | -------------- | ---------------- | ------------------ | ------------------ |
| 14 grudnia 2013 | 12:00 UTC+1 | 500 m          | Tsubasa Hasegawa | Mirko Nenzi        | Kim Sung-gyu       |
| 17 grudnia 2013 | 12:00 UTC+1 | 1000 m         | Mirko Nenzi      | Jan Szymański      | Sung Ching-yang    |
| 15 grudnia 2013 | 13:30 UTC+1 | 1500 m         | Jan Szymański    | Mirko Nenzi        | Joo Hyong-jun      |
| 13 grudnia 2013 | 14:30 UTC+1 | 5000 m         | Jan Szymański    | Jewgienij Seriajew | Lee Jin-yeong      |
| 18 grudnia 2013 | 14:00 UTC+1 | 10 000 m       | Pim Cazemier     | Lee Jin-yeong      | Jewgienij Seriajew |
| 19 grudnia 2013 | 14:00 UTC+1 | Bieg drużynowy | Korea Południowa | Rosja              | Włochy             |

## Klasyfikacja medalowa
| Miejsce | Państwo          | złoto | srebro | brąz | Razem |
| ------- | ---------------- | ----- | ------ | ---- | ----- |
| 1.      | Korea Południowa | 4     | 5      | 6    | 15    |
| 2.      | Polska           | 2     | 2      | 0    | 4     |
| 3.      | Japonia          | 2     | 1      | 0    | 3     |
| 4.      | Czechy           | 2     | 0      | 0    | 2     |
| 5.      | Włochy           | 1     | 2      | 2    | 5     |
| 6.      | Holandia         | 1     | 0      | 0    | 1     |
| 7.      | Rosja            | 0     | 2      | 3    | 5     |
| 8.      | Chińskie Tajpej  | 0     | 0      | 1    | 1     |

## Wyniki

### Mężczyźni

#### 500 metrów
| Miejsce | Zawodnik          | Reprezentacja    | Suma dwóch biegów | Strata |
| ------- | ----------------- | ---------------- | ----------------- | ------ |
| złoto   | Tsubasa Hasegawa  | Japonia          | 71,00             | –      |
| srebro  | Mirko Nenzi       | Włochy           | 71,25             | +0,25  |
| brąz    | Kim Sung-gyu      | Korea Południowa | 71,36             | +0,36  |
| 4.      | Mu Zhongsheng     | Chiny            | 71,60             | +0,60  |
| 5.      | Kim Yun-tae       | Korea Południowa | 71,78             | +0,78  |
| 6.      | Artur Nogal       | Polska           | 72,22             | +1,22  |
| 7.      | Guo Qiang         | Chiny            | 72,36             | +1,36  |
| 8.      | Takuya Goto       | Japonia          | 72,48             | +1,48  |
| 9.      | Shunsuke Nakamura | Japonia          | 72,60             | +1,60  |
| 10.     | David Bosa        | Włochy           | 72,64             | +1,64  |

#### 1000 metrów
| Miejsce | Zawodnik        | Reprezentacja    | Czas       | Strata |
| ------- | --------------- | ---------------- | ---------- | ------ |
| złoto   | Mirko Nenzi     | Włochy           | 1:09,32 UR | –      |
| srebro  | Jan Szymański   | Polska           | 1:10,30    | +0,98  |
| brąz    | Sung Ching-yang | Chińskie Tajpej  | 1:10,64    | +1,32  |
| 4.      | Kim Tae-yun     | Korea Południowa | 1:10,90    | +1,58  |
| 5.      | Tian Guojun     | Chiny            | 1:10,96    | +1,64  |
| 6.      | David Bosa      | Włochy           | 1:11,08    | +1,76  |
| 7.      | Kiriłł Gołubiew | Rosja            | 1:11,11    | +1,79  |
| 8.      | Makoto Owada    | Japonia          | 1:11,54    | +2,22  |
| 9.      | Taro Kondo      | Japonia          | 1:11,92    | +2,60  |
| 10.     | Jan Daldossi    | Włochy           | 1:11,93    | +2,61  |

#### 1500 metrów
| Miejsce | Zawodnik         | Reprezentacja    | Czas    | Strata |
| ------- | ---------------- | ---------------- | ------- | ------ |
| złoto   | Jan Szymański    | Polska           | 1:47,80 | –      |
| srebro  | Mirko Nenzi      | Włochy           | 1:48,54 | +0,74  |
| brąz    | Joo Hyong-jun    | Korea Południowa | 1:48,74 | +0,94  |
| 4.      | Aleksiej Suworow | Rosja            | 1:49,43 | +1,63  |
| 5.      | Kim Cheol-min    | Korea Południowa | 1:49,56 | +1,76  |
| 6.      | Konrád Nagy      | Węgry            | 1:49,66 | +1,86  |
| 7.      | Lee Jin-yeong    | Korea Południowa | 1:50,45 | +2,65  |
| 8.      | Makoto Owada     | Japonia          | 1:50,47 | +2,67  |
| 9.      | Kiriłł Gołubiew  | Rosja            | 1:50,55 | +2,75  |
| 10.     | Tian Guojun      | Chiny            | 1:51,03 | +3,23  |

#### 5000 metrów
| Miejsce | Zawodnik                | Reprezentacja    | Czas    | Strata |
| ------- | ----------------------- | ---------------- | ------- | ------ |
| złoto   | Jan Szymański           | Polska           | 6:32,47 | –      |
| srebro  | Jewgienij Sieriajew     | Rosja            | 6:34,10 | +1,63  |
| brąz    | Lee Jin-yeong           | Korea Południowa | 6:37,26 | +4,79  |
| 4.      | Pim Cazemier            | Holandia         | 6:39,53 | +7,06  |
| 5.      | Kim Cheol-min           | Korea Południowa | 6:40,38 | +7,91  |
| 6.      | Ko Byung-wook           | Korea Południowa | 6:40,79 | +8,32  |
| 7.      | Andrea Giovannini       | Włochy           | 6:42,21 | +9,74  |
| 8.      | Sebastian Druszkiewicz  | Polska           | 6:43,57 | +11,10 |
| 9.      | Tormod Bjørnetun Haugen | Norwegia         | 6:46,83 | +14,36 |
| 10.     | Ryōsuke Tsuchiya        | Japonia          | 6:47,03 | +15,56 |

#### 10 000 metrów
| Miejsce | Zawodnik                | Reprezentacja    | Czas     | Strata |
| ------- | ----------------------- | ---------------- | -------- | ------ |
| złoto   | Pim Cazemier            | Holandia         | 13:44,19 | –      |
| srebro  | Lee Jin-yeong           | Korea Południowa | 13:48,32 | +4,13  |
| brąz    | Jewgienij Sieriajew     | Rosja            | 13:50,72 | +6,53  |
| 4.      | Kim Cheol-min           | Korea Południowa | 13:52,49 | +8,30  |
| 5.      | Sebastian Druszkiewicz  | Polska           | 13:58,86 | +14,67 |
| 6.      | Ko Byung-wook           | Korea Południowa | 15:58,89 | +14,70 |
| 7.      | Tormod Bjørnetun Haugen | Norwegia         | 14:12,73 | +28,54 |
| 8.      | Felix Rijhnen           | Niemcy           | 14:13,34 | +29,15 |
| 9.      | Ryōsuke Tsuchiya        | Japonia          | 14:15,68 | +31,49 |
| 10.     | Arata Ogawa             | Japonia          | 14:22,21 | +38,02 |

#### Bieg drużynowy
| Miejsce | Zawodnicy                                                     | Reprezentacja    |
| ------- | ------------------------------------------------------------- | ---------------- |
| złoto   | Joo Hyong-jun, Kim Cheol-min, Ko Byung-wook                   | Korea Południowa |
| srebro  | Dimitrij Fiedotow, Kiriłł Gołubiew, Jewgienij Sieriajew       | Rosja            |
| brąz    | Jan Daldossi, Andrea Giovannini, Mirko Nenzi                  | Włochy           |
| 4.      | Junya Miwa, Arata Ogawa, Tomoya Watanabe                      | Japonia          |
| 5.      | Martin Bjertnes, Tormod Bjørnetun Haugen, Aleksander Waagenes | Norwegia         |
| 6.      | Piotr Puszkarski, Dariusz Stanuch, Adrian Wielgat             | Polska           |
| 7.      | Pim Cazemier, Pepijn van der Vinne, Bauke Wiersma             | Holandia         |
| 8.      | Juho Jääskeläinen, Juuso Käenmäki, Matti Yli-Ojanperä         | Finlandia        |

### Kobiety

#### 500 metrów
| Miejsce | Zawodniczka       | Reprezentacja    | Czas    | Strata |
| ------- | ----------------- | ---------------- | ------- | ------ |
| złoto   | Kim Hyun-yung     | Korea Południowa | 1:19,03 | –      |
| srebro  | Park Seung-ju     | Korea Południowa | 1:19,17 | +0,14  |
| brąz    | Ahn Jee-min       | Korea Południowa | 1:19,45 | +0,42  |
| 4.      | Angelina Golikowa | Rosja            | 1:19,48 | +0,45  |
| 5.      | Julija Kozyriewa  | Rosja            | 1:20,16 | +1,13  |
| 6.      | Zhang Yue         | Chiny            | 1:20,50 | +1,47  |
| 7.      | Irina Arszinowa   | Rosja            | 1:20,92 | +1,89  |
| 8.      | Mio Kuroiwa       | Japonia          | 1:21,01 | +1,98  |
| 9.      | Mai Miyazaki      | Japonia          | 1:21,10 | +2,07  |
| 10.     | Anna Tsujinaka    | Japonia          | 1:21,21 | +2,18  |

#### 1000 metrów
| Miejsce | Zawodniczka          | Reprezentacja    | Czas     | Strata |
| ------- | -------------------- | ---------------- | -------- | ------ |
| złoto   | Miho Takagi          | Japonia          | 1:19,58  | –      |
| srebro  | Kim Hyun-yung        | Korea Południowa | 1:19,84  | +0,26  |
| brąz    | Angelina Golikowa    | Rosja            | 1:19,85  | +0,27  |
| 4.      | Park Seung-ju        | Korea Południowa | 1:19,99  | +0,41  |
| 5.      | Jewgienija Dmitriewa | Rosja            | 1:20,63  | +1,05  |
| 6.      | Yuka Abe             | Japonia          | 1:20,64  | +1,06  |
| 7.      | Ahn Jee-min          | Korea Południowa | 1:21,22  | +1,64  |
| 8.      | Irina Arszinowa      | Rosja            | 1:21,81  | +2,23  |
| 9.      | Mio Kuroiwa          | Japonia          | 1:21,92  | +2,34  |
| 10.     | Yue Zhang            | Chiny            | 1:22,021 | +2,44  |

#### 1500 metrów
| Miejsce | Zawodniczka            | Reprezentacja    | Czas    | Strata |
| ------- | ---------------------- | ---------------- | ------- | ------ |
| złoto   | Kim Bo-reum            | Korea Południowa | 2:02,19 | –      |
| srebro  | Natalia Czerwonka      | Polska           | 2:02,33 | +0,14  |
| brąz    | Jewgienija Dimitrjewa  | Rosja            | 2:03,81 | +1,62  |
| 4.      | Miho Takagi            | Japonia          | 2:04,02 | +1,83  |
| 5.      | Yang Shin-young        | Korea Południowa | 2:05,10 | +2,91  |
| 6.      | Park Do-young          | Korea Południowa | 2:05,52 | +3,33  |
| 7.      | Francesca Lollobrigida | Włochy           | 2:06,25 | +4,06  |
| 8.      | Yuka Abe               | Japonia          | 2:06,46 | +4,27  |
| 9.      | Camilla Farestveit     | Norwegia         | 2:06,57 | +4,38  |
| 10.     | Olesia Czernega        | Rosja            | 2:07,54 | +5,35  |

#### 3000 metrów
| Miejsce | Zawodniczka            | Reprezentacja    | Czas    | Strata |
| ------- | ---------------------- | ---------------- | ------- | ------ |
| złoto   | Martina Sáblíková      | Czechy           | 4:13,72 | –      |
| srebro  | Kim Bo-reum            | Korea Południowa | 4:17,27 | +3,55  |
| brąz    | Park Do-young          | Korea Południowa | 4:19,05 | +5,33  |
| 4.      | Natalia Czerwonka      | Polska           | 4:19,50 | +5,78  |
| 5.      | Francesca Lollobrigida | Włochy           | 4:21,65 | +7,93  |
| 6.      | Miho Takagi            | Japonia          | 4:23,73 | +10,01 |
| 7.      | Tatjana Uszakowa       | Rosja            | 4:24,65 | +10,93 |
| 8.      | Nana Takahashi         | Japonia          | 4:24,78 | +11,06 |
| 9.      | Łada Zadońska          | Rosja            | 4:27,15 | +13,43 |
| 10.     | Camilla Farestveit     | Norwegia         | 4:27,23 | +13,51 |

#### 5000 metrów
| Miejsce | Zawodniczka            | Reprezentacja    | Czas    | Strata |
| ------- | ---------------------- | ---------------- | ------- | ------ |
| złoto   | Martina Sáblíková      | Czechy           | 7:05,17 | –      |
| srebro  | Kim Bo-reum            | Korea Południowa | 7:17,82 | +12,65 |
| brąz    | Park Do-young          | Korea Południowa | 7:26,58 | +21,41 |
| 4.      | Francesca Lollobrigida | Włochy           | 7:28,28 | +23,11 |
| 5.      | Nana Takahashi         | Japonia          | 7:31,41 | +26,24 |
| 6.      | Łada Zadońska          | Rosja            | 7:32,23 | +27,06 |
| 7.      | Anna Rokita            | Austria          | 7:32,49 | +27,32 |
| 8.      | Tatjana Uszakowa       | Rosja            | 7:33,52 | +28,35 |
| 9.      | Angelika Fudalej       | Polska           | 7:40,02 | +34,85 |
| 10.     | Aleksandra Goss        | Polska           | 7:43,22 | +38,05 |

#### Bieg drużynowy
| Miejsce | Zawodniczki                                                     | Reprezentacja    |
| ------- | --------------------------------------------------------------- | ---------------- |
| złoto   | Kim Bo-reum, Park Do-young, Yang Shin-young                     | Korea Południowa |
| srebro  | Yuka Abe, Chinatsu Nagaya, Nana Takahashi                       | Japonia          |
| brąz    | Francesca Bettrone, Francesca Lollobrigida, Giulia Lollobrigida | Włochy           |
| 4.      | Camilla Farestveit, Anne Guldbrandsen, Frida Megen              | Norwegia         |
| 5.      | Olesia Czernega, Jewgienija Wołkowa, Łada Zadońska              | Rosja            |
| 6.      | Aveline Hijlkema, Natasja Roest, Cerise Tersteeg                | Holandia         |